# كريستيان أولسون
كريستيان أولسون (بالسويدية: Christian Olsson) مواليد 25 يناير 1980 في غوتنبرغ، هو لاعب قفز ثلاثي سويدي. أفضل رقم شخصي له هو 17.79 م. شارك في دورة الألعاب الأولمبية وحصل على الميدالية الذهبية. سبق أن فاز بالميدالية الذهبية في بطولة أوروبا لألعاب القوى. فاز بجائزة أفضل لاعب قوى في أوروبا.

## سجل المنافسة
| العام       | المسابقة                                      | المكان      | المركز      | حدث           | ملاحظة      |
| يمثل السويد | يمثل السويد                                   | يمثل السويد | يمثل السويد | يمثل السويد   | يمثل السويد |
| ----------- | --------------------------------------------- | ----------- | ----------- | ------------- | ----------- |
| 1999        | بطولة أوروبا لألعاب القوى للناشئين 1999       | ريغا        | 1           | القفز العالي  | 2.21 م      |
| 1999        | بطولة أوروبا لألعاب القوى للناشئين 1999       | ريغا        | 2           | القفز الثلاثي | 16.18 م     |
| 2000        | بطولة أوروبا لألعاب القوى داخل الصالات 2000   | غنت         | 22          | القفز الثلاثي | 15.95 م     |
| 2000        | الألعاب الأولمبية الصيفية 2000                | سيدني       | 17          | القفز الثلاثي | 16.64 م     |
| 2001        | بطولة أوروبا لألعاب القوى تحت 23 سنة 2001     | أمستردام    | 1           | القفز الثلاثي | 17.24 م     |
| 2001        | بطولة العالم لألعاب القوى 2001                | إدمونتون    | 2           | القفز الثلاثي | 17.47 م     |
| 2001        | ألعاب النوايا الحسنة 2001                     | بريزبان     | 2           | القفز الثلاثي | 16.85 م     |
| 2002        | بطولة أوروبا لألعاب القوى داخل الصالات 2002   | فيينا       | 1           | القفز الثلاثي | 17.54 م     |
| 2002        | بطولة أوروبا لألعاب القوى 2002                | ميونخ       | 1           | القفز الثلاثي | 17.53 م     |
| 2003        | بطولة العالم لألعاب القوى داخل الصالات 2003   | برمنغهام    | 1           | القفز الثلاثي | 17.70 م     |
| 2003        | بطولة العالم لألعاب القوى 2003                | باريس       | 1           | القفز الثلاثي | 17.72 م     |
| 2004        | بطولة العالم لألعاب القوى داخل الصالات 2004   | بودابست     | 1           | القفز الثلاثي | 17.83 م     |
| 2004        | ألعاب القوى في الألعاب الأولمبية الصيفية 2004 | أثينا       | 1           | القفز الثلاثي | 17.79 م     |
| 2006        | بطولة أوروبا لألعاب القوى 2006                | غوتنبرغ     | 1           | القفز الثلاثي | 17.67 م     |
| 2010        | بطولة العالم لألعاب القوى داخل الصالات 2010   | الدوحة      | 4           | القفز الثلاثي | 17.23 م     |
| 2011        | بطولة أوروبا لألعاب القوى داخل الصالات 2011   | باريس       | 5           | القفز الثلاثي | 17.20 م     |
| 2011        | بطولة العالم لألعاب القوى 2011                | دايغو       | 6           | القفز الثلاثي | 17.23 م     |

## روابط خارجية
- كريستيان أولسون على موقع الاتحاد الدولي لألعاب القوى (الإنجليزية)
- كريستيان أولسون على موقع الاتحاد الأوروبي لألعاب القوى (الإنجليزية)
- كريستيان أولسون على موقع الدوري الماسي (الإنجليزية)
- كريستيان أولسون على موقع اللجنة الأولمبية الدولية (الإنجليزية)
- كريستيان أولسون على موقع أوليمبيديا (الإنجليزية)
- كريستيان أولسون على موقع اللجنة الأولمبية السويدية (السويدية)